# Hilton Head Island
Hilton Head Island és una població dels Estats Units a l'estat de Carolina del Sud. Segons el cens del 2000 tenia 33.862 habitants.

## Demografia
Segons el cens del 2000, Hilton Head Island tenia 33.862 habitants, 14.408 habitatges i 9.898 famílies. La densitat de població era de 310,8 habitants/km².
Dels 14.408 habitatges en un 20,9% hi vivien nens de menys de 18 anys, en un 59,6% hi vivien parelles casades, en un 6,2% dones solteres, i en un 31,3% no eren unitats familiars. En el 23,8% dels habitatges hi vivien persones soles l'11,3% de les quals corresponia a persones de 65 anys o més que vivien soles. El nombre mitjà de persones vivint en cada habitatge era de 2,32 i el nombre mitjà de persones que vivien en cada família era de 2,68.
Per edats la població es repartia de la següent manera: un 17,3% tenia menys de 18 anys, un 6,9% entre 18 i 24, un 24,5% entre 25 i 44, un 27,3% de 45 a 60 i un 24,1% 65 anys o més.
L'edat mediana era de 46 anys. Per cada 100 dones de 18 o més anys hi havia 99 homes.
La renda mediana per habitatge era de 60.438$ i la renda mediana per família de 71.211$. Els homes tenien una renda mediana de 37.262$ mentre que les dones 30.271$. La renda per capita de la població era de 36.621$. Entorn del 4,7% de les famílies i el 7,3% de la població estaven per davall del llindar de pobresa.

## Poblacions més properes
El següent diagrama mostra les poblacions més properes.